# Walperswil
Walperswil – gmina (niem. Einwohnergemeinde) w Szwajcarii, w kantonie Berno, w regionie administracyjnym Seeland, w okręgu Seeland. Leży nad Kanałem Hagneck.

## Demografia
W Walperswil mieszka 1 039 osób. W 2020 roku 7,9% populacji gminy stanowiły osoby urodzone poza Szwajcarią.